# 絶対絶望少女 ダンガンロンパ Another Episode
『絶対絶望少女 ダンガンロンパ Another Episode』（ぜったいぜつぼうしょうじょ ダンガンロンパ アナザー・エピソード）は、スパイク・チュンソフトより2014年9月25日に発売されたPlayStation Vita専用ゲームソフト。
後に、PlayStation 4版、およびSteam配信でPC版（対応OSはMicrosoft Windows 7（64bit）以降）が2017年6月29日発売。2017年9月8日にはDMM.com PC ゲームフロアでもWindows版の販売が開始された。
日本国外での名称は『Danganronpa Another Episode: Ultra Despair Girls』。Steam版はこのタイトルで、日本語・英語・中国語（繁体字）・韓国語に対応している（音声は英語・日本語）。

## 概要
『ダンガンロンパシリーズ』のコンシューマ向けタイトルの3作目で、1作目『ダンガンロンパ 希望の学園と絶望の高校生』と2作目『スーパーダンガンロンパ2 さよなら絶望学園』の間の出来事を扱った外伝作品である。ジャンルもシリーズでは初のアクションアドベンチャーゲームとなっており、公式側からは「コトダマアクション」とジャンル付けされている。
本作ではシリーズで初めてキャラクターが3Dグラフィックとなっており、アクションシーンは全編3Dで構成されている。また、作中には同じくシリーズ初となるアニメーションが挿入されており、このアニメーションは第1作のアニメ版作品『ダンガンロンパ 希望の学園と絶望の高校生 The ANIMATION』を手掛けたラルケ及び岸誠二らが手掛けている。

## ゲームシステム
プレイヤーは主に主人公である苗木こまるやジェノサイダー翔を操作し、並み居るモノクマを撃破しつつ目的地を目指していく。スタートボタンでマップをはじめとする各種メニューが選択できる。目標地点はマップ上で「NEXT」と表示される。
セーブは、各所に設置されているモノクマの配色をされたおまるで行える。ロードはメニューから自由なタイミングで行える。
本編をクリアするとギャラリーモードや、葉隠康比呂が主人公のノベルモード「絶対絶望葉隠」が追加される。

### 苗木こまる
概要
こまるが持つ「拡声器型ハッキング銃」によって敵への攻撃や妨害、探索の補助を行いながら進んでいく。ハッキング銃の効果は、銃に装填する8つの「コトダマ」を変えることで切り替えることができる。
まず、Lボタンで構え、右スティックで照準を調整して、Rボタンでコトダマを放つ。構えている間も左スティックで移動可能（視点は固定される）。コトダマは、十字キーを押す方向によって切り替わる他、□ボタンで一覧を表示させてタッチすることでも変更可能。
ハッキング銃の照準はレーザーポインタとなっており、射程の差異はあるが減衰などもなくまっすぐ飛ぶ。
元々が戦闘経験のない一般人であるためか、アクションゲームでよくある回避・防御行動は不可能。また、近接攻撃もできないため、距離を取っての戦いが基本となる。
コトダマ
ハッキング銃に装填される、様々な効能を持った弾。なお、ハッキングの名の通り、モノクマや一部のオブジェクトなど特定の機械にしか反応させることができない。
最初期のみ8つ全てのコトダマを無制限に使用可能だが、以降は使用可能なコトダマの減少と弾数の有限化というデチューンが施されてしまう。コトダマの種類はストーリーの進行で増える。
弾数はコトダマごとに設定され、それぞれ「モノモノマシーン」などで出現する予備弾倉を拾うことで回復する。回復する機会は多いとは言えないので、あまり撃ちすぎないように気を付ける必要がある（ボス戦だけはライフ・バッテリーともにある程度減少している場合はフィールドに配置される）。
- 自発破壊（コワレロ）：アイコンカラーは青。いわゆる通常弾。まっすぐ飛んで行き、モノクマにダメージを与える。モノクマは総じて左目の赤い部分が弱点となっており、ここに当てることで大ダメージを与えられる上、次の自発破壊の威力を大幅にアップする。ついでに、金のモノクマメダルも落とす。
- 強制作動（ウゴケ）：アイコンカラーは緑。モノモノマシーンや電気自動車など、特定のオブジェクトを稼働させる。攻撃力は一切ない。弾数制限がなく、後述のデコダマスロットも存在しない。基本的に補助・謎解き用である。
- 操作舞踊（オドレ）：アイコンカラーはピンク。モノクマに当てることで、その場で踊り出させる（一部の敵には無効）。威力はほとんどないが、こまるのほうを向いて無防備にしばらく踊るのである程度余裕を持って狙い撃てる。また、モノクマによっては特殊な効果を発揮する。
- 透明観察（カンサツ）：アイコンカラーは紫。特殊なペンキで描かれた透明な落書きを見つけることができる。強制作動同様、攻撃能力はない。また、本編シリーズの「カクレモノクマ」に相当する「カクレキッズ」を見つけることができる。
- 逆流噴射（フキトベ）：アイコンカラーは水色。相手を大きく後ろに吹き飛ばす。射程・威力ともにあまりないが範囲が広めで、モノクマが持っているものを吹き飛ばしたり強制的に距離をとったりなど補助的な運用が可能。
- 送電麻痺（シビレロ）：アイコンカラーは黄。モノクマに大ダメージ＋麻痺を与え、更に近くのモノクマや水たまりに感電させることが可能な攻撃専用のコトダマ。ただし、水たまりに自身も浸かっていると自分もダメージを受けてしまう。謎解きでも使用されることが多い。
- 連撃燃焼（モエロ）：アイコンカラーは赤。速射性に長けた弾を発射するマシンガン相当のコトダマ。特殊能力を持たない純粋な攻撃用である。弾数が多いので、素早い敵に有効。ちなみに、「回路を焼き切って発火させる」という仕組みになっている。
- 回路接続（ツナガレ）：アイコンカラーは虹色。当てたモノクマを、一定時間操作することができる（攻撃も可能）。その間、こまるは無防備なので安全の確保が重要。こまる以外にも操作モノクマがダメージをダウンしたりすると解除される。それとは別に任意に解除可能。

デコダマ
強制作動・透明観察以外のコトダマに装備できる、パワーアップアイテム。各チャプターで1,2箇所存在するショップにて、メダルと交換で購入できる。
各コトダマに2つ存在するデコダマスロットにセットすることで、攻撃力・弾数・弾速を強化することができる（これ以外では強化不可能）。また、特定の組み合わせをするとGood・Excellentと表示され、ボーナスが発生する。
スキル
フィールド上に落ちている参考書を拾うことで習得できるサポート能力。それぞれに消費スキルポイントが決まっており、その範囲内で着脱する。スキルポイントはモノクマを倒すことで発生するレベルアップで上昇する。
スキルは体力や回復量、メダル獲得数の増加など純粋なメリットタイプの他、照準の移動速度を上下させたり近くの敵をオートロックするなどの状況によりけりなタイプが存在する。
ゲームオーバー/ゼツボウタイム
体力が0となった時、通常はゲームオーバーになってしまうが、それが敵からの攻撃だった場合のみ「ゼツボウタイム」が発生する。たとえ敵からのダメージであっても、それが「攻撃」によるものでない場合は発生しない。
ゼツボウタイムはいわゆる目押しゲームで、流れてくるラインがゲージ内に入っている間にタイミング良くボタンを押すことで、バッテリーゲージを1本消費してゲームオーバーを回避でき、更に相手を麻痺させることができる。また、ゲージには一部に青いエリアがあり、ここで止めた場合バッテリーは消費されない。バッテリーゲージが1本未満だった場合、消費なしのタイミングエリアしか表示されない。
ゲームオーバーになると、リトライ・難易度を下げてリトライ・ロードなどが選択できる。なお、リトライは何度も行うと評価が下がってしまう（システムメニューから行っても同様）。リトライ回数はセーブ時のみ保存される。
モノックマンルーム
マップ上でピンク色で表示されている部屋の中には、カーテンなどで飾られた異質な部屋「モノックマンルーム」が存在する。このエリアは殆どの場合モノクマを殲滅しないと先に進めず、出ることもできない。
モノックマンルームは謎解きエリアとなっており、特定の手順をこなすことで少ない弾数消費で突破できるようになっている。「後述の映像で表示されたコトダマのみを使う」「敵に一切見つからない」「ジェノサイダーに操作を切り替えない」をすべて満たしながら条件を満たすとクリアとなる。
入口に設置されているゲーム機「モノックマン」に強制作動のコトダマを当てると、エリアを俯瞰する監視カメラの映像に切り替わり、リアルタイムでエリア全体を確認できる。また、一度モノックマンを作動させたあとはセレクトボタンでいつでも確認可能（ただし、その間は無防備）。また、ここでクリアに必要なコトダマを確認可能。
入口にはモノックマン以外にも弾薬が出るモノモノマシーンが1つ置かれており、条件クリアはできなくても最低限殲滅はできるようになっている。弾薬の種類は場所によって固定で、条件クリアに必要な弾薬が出るとは限らない。
それぞれのモノックマンルームをクリアすることに直接的なメリットはなく、普通に戦って倒すことも可能だが、その場合コトダマや体力を消耗するリスクがあるほか、チャプター終了時の評価にも影響する。

### ジェノサイダー翔
概要
画面左上に表示される「バッテリーゲージ」が溜まっている場合、△ボタンを押すことで操作キャラクターをこまるからジェノサイダー翔に切り替えることができる。ただし、ジェノサイダーの操作中はバッテリーゲージが徐々に減っていき、ゲージが切れた場合操作キャラクターはこまるに戻ってしまう。再び△ボタンを押すことで任意に戻ることができる。
ジェノサイダーは攻撃を受けてもライフが減ることはない無敵状態。こまると切り替わるにあたってゲージが余分に減るようなコスト要素はないので、緊急回避にも使用できる。
攻撃には通常攻撃の他、高威力・広範囲を攻撃可能な溜め技の他、敵を攻撃することで溜まる「フィーバーゲージ」を消費することで高威力の必殺技「チョッキンフィーバー」で攻撃することができる。この必殺技はゲージを1つ消費する単体攻撃と3つ消費する範囲攻撃があり、各演出は複数存在する。
ジェノサイダーの攻撃能力や各ゲージの変化量などは、前述のショップでデコダマとは別に強化することができる。
難易度「ジェノサイダーモード」以外ではバッテリーゲージは自然回復することはなく、リトライを除けばモノモノマシーンなどで出現するバッテリーを拾った場合のみ回復する。最大値はスキルで上昇する。
近接戦では無敵であることもあって非常に頼りになるが、遠距離攻撃手段が一つもないという欠点がある。本作では敵が遠く離れた位置で接近できない場合があるので、ジェノサイダーだけではクリアできないようになっている。

### モノクマ
本作の雑魚敵。耐久性は大人でも数人がかりでようやく破壊できるほど。
従来のものに加え、爆弾を投げてくる「ボンバーモノクマ」や、盾を持った「ガードモノクマ」など、様々なバリエーションが存在する。こまるを認識すると、基本的に突っ込んできて攻撃してくる。
前述の通り左目が共通の弱点となっているが、意外とよく動くので発見された場合などは慣れないと狙うのが難しい。
認識範囲はハッキング銃の射程よりも短いなどさほど広くないが、暗所や物陰に潜んでいることもあるため警戒が必要になる。
モノクマ
最も基本的なタイプのモノクマ。過去のシリーズ作品に登場した物と相違無い外見をしているが、黒幕が操り多彩な会話をしていたモノクマと違い意思疎通は不可能。攻撃のリーチが短く耐久力も低いが、数が集まると脅威になる。
ボンバーモノクマ
遠方から爆弾を投擲してくるモノクマ。接近できない場所に陣取っていることが多く、足場の悪い場所で爆弾を受けると吹き飛ばされて落下死する恐れもある。また、逆流噴射のコトダマで吹き飛ばされた際や倒された際に爆弾をばら撒いて周囲を巻き込むという厄介な特性を持つが、それを利用した謎解きも存在する。
サイレンモノクマ
頭にパトランプを載せ、こまるを発見するとサイレンを鳴らして敵を呼び寄せるモノクマ。本人の戦闘力は皆無であり、特定のコトダマでサイレンを逆利用することもできる。
ジャンクモノクマ
暗闇、物陰などに潜み突如襲い来るモノクマで、ジャンクパーツの寄せ集めのような歪な外見をしている。初登場時はシチュエーションも相まって非常に怖い。素早い動きと弱点に当てても倒れにくい耐久力を併せ持ち、ただ撃っただけではコトダマを回避されてしまうことも多い。
ガードモノクマ
アーマーと盾で正面からの一切の攻撃を無効化するモノクマ。ただし背後からの攻撃と特定のコトダマには弱く、盾を失うと脆い。
ボールモノクマ
高速で回転し進路上の物を敵味方問わずなぎ倒す巨大なモノクマ。背後から逆流噴射のコトダマを当てれば任意の方向へ転がすことが可能で、それを利用すれば敵だけを倒すこともできる。離れた距離で気付かれると、生ゴミをぶつけてくる。生ゴミは当たってもダメージは受けないが、視界の中心がゴミで阻まれてしまう。
ビーストモノクマ
獣の本性をむき出しにした四足歩行のモノクマ。一撃で多くのライフを持って行く攻撃力とコトダマを回避する俊敏性が厄介な上、ステージによっては複数登場する。畳み掛けるように連射される攻撃には弱く、またある弱点を突けば戦わずして行動不能にできる。
意図して作製されたのではなく、通常のモノクマが子供たちが歌う「モノクマと遊ぼう」によって暴走しているもので、歌が聞こえる＝ビーストがいるということである。また、意図されていない暴走形態であるためか、ある場所で見ることができる「用途別リスト」には書かれていない。
デストロイモノクマ
背部のユニットで飛行し、遠距離から弾丸を射出するモノクマ。高い機動力を持つが連射に弱い。

## 登場人物

### 主人公
苗木 こまる（なえぎ こまる）
声 - 内田彩
本作の主人公。1作目の主人公・苗木誠の妹であり、本作にてフルネームが設定された。誕生日は5月31日。身長163cm。体重49kg。胸囲84cm。血液型A型。
1年半もの間マンションの一室に監禁された状態だったが、ある日突如モノクマが襲来。逃げた先のエレベーターで偶然救出に来ていた十神白夜からハッキング銃を受け取ったことで、今回の騒動に立ち向かう羽目になる。
監禁中に高校入学の年齢に達し、犯人から新しい制服を支給されたと語られており、そのため制服は1作目で登場した際のブレザーからセーラーに変わっている。また、キャラクターデザイン自体も1作目とはマイナーチェンジされており、頭部に兄に似たアンテナのような癖毛が追加されたりしている。ショートボブの髪型に強気そうな委員長タイプの外見。スタイルは良く、顔も作中の男キャラから言い寄られる程度には美少女であるらしい（言子からもキャワイイと評され、気に入られている）。
超高校級の「幸運」である兄とは違って、彼の特徴だった前向きさを含めて特にこれといった才能を持たない普通の少女である。当の兄とは仲が悪い方と言っているが、一緒に暮らしていたころの様子を聞いた腐川からは「それ以上仲良くなるには法律の壁が邪魔になる」といわれた。以降、ブラコン扱いされては真っ赤になって否定するようになる。
最初は希望を持たず監禁生活を諦観したり、モノクマの襲来に怯えと恐怖を隠さず弱気な発言ばかりだったが、徐々に兄譲りの前向きで決して希望を捨てない精神を発揮し成長していく。また、クイズを挑まれた際は一転して強気になり正解を回答した時は誇るなど、子供じみた一面も見せる（腐川にも呆れられることも）。何故かおまるに座ると落ち着く性分であるなど、普通を自称する割に奇癖や妙な嗜好を多々持つ。基本的に流されやすい気質。
腐川 冬子（ふかわ とうこ）
声 - 沢城みゆき
本作のもう一人の主人公。1作目では「超高校級の文学少女」と呼ばれており、若手女流小説家として有名だった（作中で当時の出版物をいくつか拾うことができる）。誕生日は3月3日。身長167cm。体重47kg。胸囲79cm。血液型O型。
二重人格者であり、本編ではくしゃみや気絶の度に入れ替わっていた。本作では更に、拳銃型のスタンガンで電流をこめかみに流しショックを与えることで任意で人格が入れ替わる（白夜に言われて色々試した結果とのこと）。この場合、人格の交代はスタンガンの電流の強さに応じた時限式となり、時間が切れると目がスロットのように回転して元に戻る。記憶を共有しないので、急に解除されて状況に混乱することが良くある。
こまる同様に1作目からキャラクターデザインがマイナーチェンジされており、制服はボロボロで、三つ編みにしていた長い髪も結わずに荒れ放題になっている。苗木たちと格好が異なるのは、ジェノサイダーの存在のせいで彼らの所属する組織の正規メンバーになれておらず、制服が支給されていないため（正規メンバーでないのは彼女だけの模様）。また1作目から比べ内面がかなり成長しており、相変わらずネガティブできつい発言はあるが、こまるを前向きな言葉で励ましたり導いてゆく。しかし白夜に対する恋愛感情や妄想癖は変わらずむしろ悪化しており、その際は少女漫画チックな絵柄になるのが特徴。
こまるのことは「おまる」と呼ぶ。また、こまるをブラコン扱いすることも。
ジェノサイダー翔（ジェノサイダー しょう）
声 - 沢城みゆき
腐川冬子のもう一つの人格であり、「超高校級の殺人鬼」。1作目ではゲームをプレイするまで彼女の存在は分からない状態だったが、本作では最初からその存在が判明している。殺人鬼ながらあるポリシーがあるのでこまるに襲いかかることは基本的にない。
こまるのことは「デコマル」と呼ぶ。

### 希望の戦士
自らを希望の戦士と呼ぶ5人の子供たち。モノクマを操り大人たちを「魔物」と呼び惨殺している。全員が元希望ヶ峰学園付属小学校のクラスメイトで過去のシリーズに登場した希望ヶ峰学園の所属者が「超高校級の○○」と呼ばれていたように全員「超小学生級の○○の時間」と呼ばれていた。また、とある理由で「問題児クラス」に所属していた。
子供だけの楽園を作ろうとしている他、街中に散った「ターゲット」を見つけ出し殺してポイントを稼ぐゲーム「デモンズハンティング」を行っている。
五人にはそれぞれ大きなロボットを所有しており、そのロボットはボスとして登場する。
大門 大（だいもん まさる）
声 - 潘めぐみ
希望の戦士のリーダーで勇者を担当。誕生日は5月7日。身長131cm。体重35kg。胸囲60cm。血液型A型。
「超小学生級の体育の時間」と呼ばれていた。運動はなんでも得意で明るく目立ちたがり屋のやんちゃな性格。リーダーであることを度々強調するが、実はじゃんけんで決めただけであり、他のメンバーからは軽くあしらわれている。一人称は「オレっち」で、語尾に「だい」とつける。
使用するのはドリルを両腕に備えた勇者ロボ「マークガイバー」。
『ダンガンロンパ3 -The End of 希望ヶ峰学園- 未来編』にも第7話に登場し、煙・空木・新月と一緒に行動している。
煙 蛇太郎（けむり じゃたろう）
声 - 上坂すみれ
希望の戦士で僧侶を担当。誕生日は2月29日。身長130cm。体重30kg。胸囲54cm。血液型O型。
「超小学生級の図工の時間」と呼ばれていた。工具を付けたエプロンとツギハギだらけの奇妙な覆面が特徴的。自他ともに認める嫌われ者で自身もそれを好む嫌われ星人。話している途中で全く関係のない話を割り込ませることが多い。自身のことに関しては極端にネガティブで、素顔を晒すことを頑なに拒絶する。一人称は「ぼくちん」。
使用するのは爆弾やミサイルなどを搭載した僧侶ロボ「ドクトルボンゲロ」。技名は全て「ボムボムの刑」とつく。ちなみに、僧侶だからなのか合掌したりしている。
『ダンガンロンパ3 -The End of 希望ヶ峰学園- 未来編』にも第7話に登場。大門・空木・新月と一緒に行動している。
空木 言子（うつぎ ことこ）
声 - 荒浪和沙
希望の戦士で戦士を担当。誕生日は6月13日。身長134cm。体重29kg。胸囲67cm。血液型A型。
元天才子役で「超小学生級の学芸会の時間」と呼ばれていたため、ちやほやされていた。キャワイイ物と剥いてある栗が好き。ただし、カワイイ物と剥いてない栗が嫌い。テンション高めでモナカの意見には基本的に逆らわない。基本的に敬語だが、度々小学生とは思えない性的なニュアンスを匂わせる言動をする。優しくされることを恐れており、それをされると怯えてしまう。
使用するのは大きな斧を持った戦士ロボ「ハイランダー・ザ・グレート」。技名は全て「100万個」とつく。
『ダンガンロンパ3 -The End of 希望ヶ峰学園- 未来編』にも第7話に登場。大門・煙・新月と一緒に行動している。
新月 渚（しんげつ なぎさ）
声 - 伊瀬茉莉也
希望の戦士の副リーダーで賢者を担当。誕生日は10月23日。身長137cm。体重33kg。胸囲58cm。血液型AB型。
「超小学生級の社会の時間」と呼ばれていた。生真面目でメンバーの中では言動が大人びている。呼び名の由来は、「社会だけでなく体育以外全てが得意だが、将来的に社会のエリートになることを期待された意味のため」と語る。大人の惨殺は止めないものの、メンバーでは唯一「ゲーム」には反対の態度を見せる。
使用するのはスナイパーライフルでの狙撃を得意とする賢者ロボ「ハンニバルX」。ボロ布を纏い眼帯を着けたデザインをしている。
『ダンガンロンパ3 -The End of 希望ヶ峰学園- 未来編』にも第7話に登場。大門・煙・空木と一緒に行動している。かつての仲間としてモナカには複雑な感情を抱いており、こまるに彼女のアジトの場所を教えた上でなるべく危害を加えないようにと頼んでいる。
モナカ 
声 - 平野綾
希望の戦士で魔法使いを担当。誕生日は4月1日。身長134cm。体重28kg。胸囲65cm。血液型B型。
「超小学生級の学活の時間」と呼ばれていた。いつも笑顔を絶やさないムードメーカーだが足が悪く常に車いすに乗っている。癇癪を起こすと泣き喚いて駄々をこね、その状態の彼女には誰も敵わないため他のメンバーはご機嫌取りに徹する。語尾に「なのじゃー」「にゃー」などをつけることが多い。ハッキングで操る事を魔法と呼んでいる。彼女の苗字は終盤で判明する。
使用するのは他全てのロボットの特徴を持つ魔法使いロボ「ブラックサスペリアン」。
『ダンガンロンパ3 -The End of 希望ヶ峰学園- 未来編』にも第4話から登場する。

### その他の登場人物
モノクマ
声 - 大山のぶ代
シリーズでおなじみの熊のぬいぐるみのキャラクター。本作ではいわゆる雑魚キャラクターとして大量に登場する。
なお、過去のシリーズ作品に登場したモノクマは身長65cmと設定されているが、本作に登場するモノクマはクロクマやシロクマと同じサイズである。
モノクマキッズ
モノクマに酷似した機械を頭にかぶった子供たち。男女ともに同じ学校のものと思われる制服を着ており、モノクマを帯同して街中で大人を殺して回っている。
基本的に会話は成立せず、いつもクスクスと笑っていたり近づいてもノーリアクションか逃げ出すかくらいしかしない。暗号解読の挑戦を仕掛けてくる場合もある。
こまるにハッキング銃の弾を渡してくるものがいる。
シロクマ
右半身がほとんど白に近い灰色、左半身が真っ白で、左目と左足に包帯を巻いたモノクマ。身長100cm。
モノクマでありながら味方を自称する。『レジスタンス』に協力し、大人たちをモノクマの襲撃から守りつつ物資の運搬や救助を担当している。ノーマルのモノクマと同タイプのボディであるが、右目は優しげな物になっており、大人たちの恐怖心を和らげるために全身を白く塗装している。
クロクマ
右半身がほとんど黒に近い灰色、左半身が真っ黒で、右目にハートの眼帯をしたモノクマ。身長100cm。
希望の戦士に協力するモノクマで、ギャングスタファッションに身を包み得意のマシンガントークで場を盛り上げる。ただし本人は盛り上げているつもりでも聞いている側にとっては耳障りなだけであり、通常はモナカの魔法でミュートにされている。
塔和 灰慈（とうわ はいじ）
声 - 三木眞一郎
『レジスタンス』のリーダー。誕生日は8月9日。身長188cm。体重72kg。胸囲85cm。血液型O型。
モノクマに右腕を潰され、以降はギプスをはめている。子供たちに対して、反抗する機会をうかがっている。実は年齢は低いほどいいという筋金入りのロリコン。
苗木 誠
声 - 緒方恵美
1作目の主人公で苗木こまるの兄。1作目では「超高校級の幸運」と呼ばれていた。誕生日は2月5日。身長161cm。体重52kg。胸囲75cm。血液型A型。
キャラデザインが変更され「未来」のバッジがついたスーツを着ている。
十神 白夜
声 - 石田彰
1作目の登場人物で「超高校級の御曹司」と呼ばれていた。誕生日は5月5日。身長185cm。体重68kg。胸囲81cm。血液型B型。
苗木と同じくキャラデザインが変更され「未来」のバッジがついたスーツを着ている。
葉隠 浩子
声 - 石黒千尋
1作目の登場人物である葉隠康比呂と同姓の女性。誕生日は7月5日。身長171cm。体重52kg。胸囲89cm。血液型A型。
葉隠康比呂同様に相手を「苗字or名前っち」で呼ぶ。モノクマキッズが作成した「殺すリスト」をステージ中で拾い、彼女に渡すと、そのキャラクターに関する会話イベントが発生する。
リストに書かれた人物は要救助民と呼ばれる者たちである。
朝日奈 悠太
声 - 青山桐子
褐色の少年。1作目の登場人物である朝日奈葵と同姓である。誕生日は9月4日。身長168cm。体重59kg。胸囲83cm。血液型O型。
不二咲 太市
声 - 宮田幸季
避難民の男性。1作目の登場人物である不二咲千尋の父親である。誕生日は11月8日。身長176cm。体重68kg。胸囲80cm。血液型AB型。
召使い
声 - 緒方恵美
鎖のついた首輪をした謎の男。誕生日は4月28日。身長180cm。体重65kg。胸囲84cm。血液型O型。
ゲームバランスのためといい、ハッキング銃にデチューンを施しつつも子供たちにバレないようにと忠告する。
子供たちの召使いであるが、何の役にも立っていない。憂さ晴らしなどでケーキを投げつけられたり顔に落書きをされたりしている。
『ダンガンロンパ3 -The End of 希望ヶ峰学園-』の『未来編』に登場する狛枝と同じ姿をしている。
仲島花音
殺すリストに載っていた少女。本編では登場せず、番外編の小説でその動向を知ることができる。
桑田怜恩の従妹で怜恩を非常に慕っている。一昔前のコギャルを思わせる派手な外見をしているが、怜恩に振り向いてほしくてそんな恰好をしているだけである。

## 関連商品

### 書籍
絶対絶望少女 ダンガンロンパ Another Episode 絶対絶望の公式設定資料集
イラストギャラリーや、初期稿から完成形までのキャラクター設定画、各種ラフスケッチ&絵コンテなどのほか、クリエイター陣からのコメントやスタッフインタビューなど掲載した公式設定資料集。KADOKAWA/エンターブレイン発行。2014年12月26日発売。ISBN 978-4-04-730044-6。

### 漫画
絶対絶望少女 ダンガンロンパ Another Episode
『ファミ通コミッククリア』において、2015年1月30日にプロローグが掲載され、同年2月20日から2017年7月14日まで連載。全19話。ゲーム本編の漫画化。作画は燈谷朔。
- 絶対絶望少女 ダンガンロンパ Another Episode（1）2015年10月15日発売 ISBN 978-4-04-730681-3
- 絶対絶望少女 ダンガンロンパ Another Episode（2）2016年9月15日発売 ISBN 978-4-04-734292-7

絶対絶望少女 ダンガンロンパ Another Episode ジェノサイダーモード
『電撃マオウ』2015年3月号より2016年2月号まで連載。ゲーム本編のストーリーを腐川冬子の視点から漫画化している。作画は南街香。
- 絶対絶望少女 ダンガンロンパ Another Episode ジェノサイダーモード（1）2015年8月26日発売 ISBN 978-4-04-865301-5
- 絶対絶望少女 ダンガンロンパ Another Episode ジェノサイダーモード（2）2016年1月26日発売 ISBN 978-4-04-865641-2

一迅社のアンソロジーコミック
- 絶対絶望少女ダンガンロンパAnother Episodeコミックアンソロジー 2015年1月24日発売 ISBN 978-4-7580-0838-9
- 絶対絶望少女ダンガンロンパAnother Episodeコミックアンソロジー vol.2 2015年5月25日発売 ISBN 978-4-7580-0854-9

（アンソロジーから作者を個別にまとめた作品集も発売されている。現在発売されているのは渡空燕丸、板垣ハコによる作品集）

### アプリ
絶対絶望少女＜スマホ最適化＞
キングソフトがAndroid端末向けに2015年8月13日に配信開始したアプリ。Android端末の不要なタスクを削除して機能を最適化するタスクキラーアプリで、さまざまな機能をワンタップで扱える「即効加速」ウィジェット機能のほか、不要なWi-Fi接続を回避する機能も搭載している

### CD
絶対絶望少女 ダンガンロンパ Another Episode オリジナルサウンドトラック
ゲーム中楽曲・全75曲を収録したサウンドアルバム。エンディングテーマ「progressive -漸進- 」のショートバージョンも収録。